# Remo nos Jogos Paralímpicos de Verão de 2012 - Quatro com misto
As competições de remo nos Jogos Paralímpicos de Verão de 2012 na modalidade quatro com misto foram disputadas entre os dias 31 de agosto e 2 de setembro no Lago Dorney em Londres.

## Medalhistas
|  | GBR Grã-Bretanha                                                            |  | GER Alemanha                                                                    |  | UKR Ucrânia                                                                           |
|  | Pamela Relph Naomi Riches David Smith James Roe Lily van den Broecke (tim.) |  | Anke Molkenthin Astrid Hengsbach Tino Kolitscher Kai Kruse Katrin Splitt (tim.) |  | Andrii Stelmakh Kateryna Morozova Olena Pukhaieva Denys Sobol Volodymyr Kozlov (tim.) |

## Resultados
- Oa vencedores de cada eliminatória avançam direto a final. Os restantes disputam a repescagem.[3]

### Eliminatórias

#### Eliminatória 1
| Pos. | Atletas | País         | Tempo   | Notas |
| ---- | --- | ------------ | ------- | ----- |
| 1    | Anke Molkenthin Astrid Hengsbach Tino Kolitscher Kai Kruse Katrin Splitt (tim.)                                  | GER Alemanha | 3:15.91 | Q, WB |
| 2    | Andrii Stelmakh Kateryna Morozova Olena Pukhaieva Denys Sobol Volodymyr Kozlov (tim.)                            | UKR Ucrânia  | 3:20.98 | R     |
| 3    | Mahila Laura Maria Di Battista Andrea Marcaccini Pierre Calderoni Florinda Trombetta Alessandro Franzetti (tim.) | ITA Itália   | 3:22.46 | R     |
| 4    | Wang Qian Zhao Hui Wu Yunlong Feng Xuebin Yu li (tim.)                                                           | CHN China    | 3:24.82 | R     |
| 5    | Norma Moura Regiane Silva Luciano Pires Jairo Klug Maurício Abreu Carlos (tim.)                                  | BRA Brasil   | 3:30.39 | R     |
| 6    | Ekaterina Snegireva Elena Naumova Viacheslav Makhov Mikhail Jakovlev Ksenia Guseva (tim.)                        | RUS Rússia   | 3:42.07 | R     |

#### Eliminatória 2
| Pos. | Atletas                                                                                   | País               | Tempo   | Notas |
| ---- | ----------------------------------------------------------------------------------------- | ------------------ | ------- | ----- |
| 1    | Pamela Relph Naomi Riches David Smith James Roe Lily van den Broecke (tim.)               | GBR Grã-Bretanha   | 3:23.59 | Q     |
| 2    | Andrew Johnson Dorian Weber Emma Preuschl Eleni Englert Alexandra Stein (tim.)            | USA Estados Unidos | 3:28.36 | R     |
| 3    | Victoria Nolan Meghan Montgomery Anthony Theriault David Blair Kristen Kit (tim.)         | CAN Canadá         | 3:29.69 | R     |
| 4    | Stéphanie Merle Corinne Simon Remy Taranto Antoine Jesel Melanie Lelievre (tim.)          | FRA França         | 3:32.25 | R     |
| 5    | Anne-Marie Mc Daid Sarah Caffrey Shane Ryan Kevin Du Toit Helen Arbuthnot (tim.)          | IRL Irlanda        | 3:33.95 | R     |
| 6    | Larisa Varona Aksana Sivitskaya Pavel Herasimchyk Ruslan Sivitski Piotr Piatrynich (tim.) | BLR Bielorrússia   | 3:45.44 | R     |

### Repescagem

#### Repescagem 1
| Pos. | Atletas                                                                                   | País        | Tempo   | Notas |
| ---- | ----------------------------------------------------------------------------------------- | ----------- | ------- | ----- |
| 1    | Andrii Stelmakh Kateryna Morozova Olena Pukhaieva Denys Sobol Volodymyr Kozlov (tim.)     | UKR Ucrânia | 3:23.53 | Q     |
| 2    | Wang Qian Zhao Hui Wu Yunlong Feng Xuebin Yu Li (tim.)                                    | CHN China   | 3:25.03 | Q     |
| 3    | Victoria Nolan Meghan Montgomery Anthony Theriault David Blair Kristen Kit (tim.)         | CAN Canadá  | 3:28.82 | FB    |
| 4    | Anne-Marie Mc Daid Sarah Caffrey Shane Ryan Kevin Du Toit Helen Arbuthnot (tim.)          | IRL Irlanda | 3:34.85 | FB    |
| 5    | Larisa Varona Aksana Sivitskaya Pavel Herasimchyk Ruslan Sivitski Piotr Piatrynich (tim.) | RUS Rússia  | 3:43.84 | FB    |

#### Repescagem 2
| Pos. | Atletas | País               | Tempo   | Notas |
| ---- | --- | ------------------ | ------- | ----- |
| 1    | Mahila Laura Maria Di Battista Andrea Marcaccini Pierre Calderoni Florinda Trombetta Alessandro Franzetti (tim.) | ITA Itália         | 3:25.90 | Q     |
| 2    | Andrew Johnson Dorian Weber Emma Preuschl Eleni Englert Alexandra Stein (tim.)                                   | USA Estados Unidos | 3:27.41 | Q     |
| 3    | Stéphanie Merle Corinne Simon Remy Taranto Antoine Jesel Melanie Lelievre (tim.)                                 | FRA França         | 3:28.40 | FB    |
| 4    | Norma Moura Regiane Silva Luciano Pires Jairo Klug Maurício Abreu Carlos (tim.)                                  | BRA Brasil         | 3:30.28 | FB    |
| 5    | Larisa Varona Aksana Sivitskaya Pavel Herasimchyk Ruslan Sivitski Piotr Piatrynich (tim.)                        | BLR Bielorrússia   | 3:40.72 | FB    |

### Finais

#### Final B
| Pos. | Atletas                                                                                   | País             | Tempo   | Notas |
| ---- | ----------------------------------------------------------------------------------------- | ---------------- | ------- | ----- |
| 1    | Victoria Nolan Meghan Montgomery Anthony Theriault David Blair Kristen Kit (tim.)         | CAN Canadá       | 3:31.17 |       |
| 2    | Stéphanie Merle Corinne Simon Remy Taranto Antoine Jesel Melanie Lelievre (tim.)          | FRA França       | 3:32.01 |       |
| 3    | Norma Moura Regiane Silva Luciano Pires Jairo Klug Maurício Abreu Carlos (tim.)           | BRA Brasil       | 3:36.58 |       |
| 4    | Anne-Marie Mc Daid Sarah Caffrey Shane Ryan Kevin Du Toit Helen Arbuthnot (tim.)          | IRL Irlanda      | 3:36.72 |       |
| 5    | Larisa Varona Aksana Sivitskaya Pavel Herasimchyk Ruslan Sivitski Piotr Piatrynich (tim.) | RUS Rússia       | 4:42.73 |       |
| 6    | Larisa Varona Aksana Sivitskaya Pavel Herasimchyk Ruslan Sivitski Piotr Piatrynich (tim.) | BLR Bielorrússia | 3:45.18 |       |

#### Final A
| Pos.              | Atletas | País               | Tempo   | Notas |
| ----------------- | --- | ------------------ | ------- | ----- |
| Medalha de ouro   | Pamela Relph Naomi Riches David Smith James Roe Lily van den Broecke (tim.)                                      | GBR Grã-Bretanha   | 3:19.38 |       |
| Medalha de prata  | Anke Molkenthin Astrid Hengsbach Tino Kolitscher Kai Kruse Katrin Splitt (tim.)                                  | GER Alemanha       | 3:21.44 |       |
| Medalha de bronze | Andrii Stelmakh Kateryna Morozova Olena Pukhaieva Denys Sobol Volodymyr Kozlov (tim.)                            | UKR Ucrânia        | 3:23.22 |       |
| 4                 | Wang Qian Hui Zhao Wu Yunlong Feng Xuebin Yu Li (tim.)                                                           | CHN China          | 3:23.43 |       |
| 5                 | Mahila Laura Maria Di Battista Andrea Marcaccini Pierre Calderoni Florinda Trombetta Alessandro Franzetti (tim.) | ITA Itália         | 3:27.91 |       |
| 6                 | Andrew Johnson (remador) Dorian Weber Emma Preuschl Eleni Englert Alexandra Stein (tim.)                         | USA Estados Unidos | 3:30.06 |       |

Legenda
| Recorde mundial      | Recorde mundial (World record)               |                       | Recorde africano                      | Recorde africano (African) |                                           | Q | Classificado por posição (Qualified) |
| Recorde paralímpico  | Recorde paralímpico (Paralympic record)      | Recorde da América    | Recorde da América (Americas)         | q                          | Classificado por melhor tempo (Qualified) |   |                                      |
| Melhor marca do ano  | Melhor marca do ano (World leading)          | Recorde asiático      | Recorde asiático (Asian)              | DNS                        | Não largou (Did not start)                |   |                                      |
| Recorde nacional     | Recorde nacional (National record)           | Recorde europeu       | Recorde europeu (European)            | DNF                        | Não terminou (Did not finish)             |   |                                      |
| Recorde pessoal      | Recorde pessoal do atleta (Personal best)    | Recorde da Oceania    | Recorde da Oceania (Oceania)          | DSQ / DQ                   | Desclassificado (Disqualified)            |   |                                      |
| Recorde da temporada | Recorde da temporada do atleta (Season best) | Recorde sul-americano | Recorde sul-americano (South America) | NM                         | Sem marca (No mark)                       |   |                                      |

### Remo
| S | Classificado(a) para as semifinais |    |                        | FA | Final A (disputa de medalhas) |  |  | FD | Final D (sem medalhas) |
| Q | Classificado(a) para as quartas    | FB | Final B (sem medalhas) | FE | Final E (sem medalhas)        |  |  |    |                        |
| R | Classificado(a) para a repescagem  | FC | Final C (sem medalhas) | FF | Final F (sem medalhas)        |  |  |    |                        |